# 長崎市立大園小学校
長崎市立大園小学校（ながさきしりつ おおぞのしょうがっこう、Nagasaki City Ozono Elementary School）は、長崎県長崎市滑石六丁目にある公立小学校。

## 概要
歴史
滑石地区の人口増加に伴い、1967年（昭和42年）に44番目の長崎市立小学校として開校した。2012年（平成24年）に創立45周年を迎えた。
校訓
「本気」
校歌
作詞は大園小学校育友会（PTA）、補筆は島内八郎、作曲は木野普見雄による。歌詞の最後に「大園小学校」が登場する。
校区
滑石5丁目（1番～4番、9番、21番、22番）、滑石6丁目、大園町（10番～12番、14番を除く）、大宮町（1番1号、1番3号、1番43号～1番45号、1番47号、2番1号、2番2号、2番6号、2番8号～9号）、北栄町（19番5号～28号、20番～27番）
中学校区は長崎市立滑石中学校。

## 沿革
- 1967年（昭和42年）4月1日 - 「長崎市立大園小学校」（現校名）が開校。
  - 学区改正により、長崎市立滑石小学校の2～5年生から174名が転入[2]。入学生52名を合わせ、開校時の生徒数は226名。
- 1968年（昭和43年）- 校旗・校歌を制定。
- 1969年（昭和44年）
  - 9月27日 - 長崎市と西彼杵郡時津町の間で教育事務委託規約が締結され、滑石団地内横尾地区（当時・時津町）の児童を大園小学校に通学させることになる。 
    - 経費は時津町が負担し、期限は1971年（昭和46年）3月31日まで。その後規約は1年間更新され、1973年（昭和48年）4月1日に横尾地区は長崎市に編入された。
- 1970年（昭和45年）4月1日 - 長崎市立北陽小学校が分離・新設され、学区改正の上、児童を移す。
- 1973年（昭和48年）- 体育館が完成。
- 1977年（昭和52年）4月1日 - 長崎市立横尾小学校の新設に伴い、学区改正の上、児童を移す。
  - 横尾小学校の児童数559名のうち、1・6年生は校舎完成までの間、大園小学校校舎で授業を行うという分散授業の形態をとる。（翌1978年（昭和53年）3月まで）
- 1979年（昭和54年）4月1日 - 長崎市立虹が丘小学校の新設に伴い、学区改正の上、児童を移す。
- 1980年（昭和55年）- プールが完成。
- 1991年（平成3年）- 帰国子女のための日本語教室を開設。
- 1992年（平成4年）- 運動場を改修。
- 2001年（平成13年）- 校門を改修。

## アクセス
最寄りのバス停
- 長崎バス・長崎県営バス 「大園小学校前」、「大神宮前」バス停

最寄りの国道・県道
- 国道206号
- 長崎県道28号長崎畝刈線
- 長崎県道111号道ノ尾停車場線

## 周辺
- 長崎市立滑石中学校
- 長崎市立滑石小学校
- 長崎市立北陽小学校
- 滑石保育園
- 長崎市消防局北消防署滑石出張所
- カトリック滑石教会
- 長崎大園郵便局
- 長崎滑石郵便局
- 十八親和銀行滑石中央支店
- 滑石大神宮 - 長崎市立西浦上小学校の発祥地
- 滑石ショッピングセンター
- ダンクユー本店（スーパーマーケット）

## 参考資料
- 「市制百年 長崎年表」（1989年（平成元年）4月1日, 長崎市役所）

## 関連事項
- 長崎県小学校一覧